# Saison 2 de FBI : Portés disparus
Chronologie
Saison 1 Saison 3
Cet article présente les résumés des épisodes de la deuxième saison de la série télévisée FBI : Portés disparus (Without a Trace).

## Distribution

### Acteurs principaux
- Anthony LaPaglia (VF : Michel Dodane) : John Michael « Jack » Malone
- Marianne Jean-Baptiste (VF : Pascale Vital) : Vivian « Viv » Johnson
- Poppy Montgomery (VF : Rafaele Moutier) : Samantha « Sam » Spade
- Enrique Murciano (VF : Olivier Jankovic) : Danny Taylor, né Alvarez
- Eric Close (VF : Guillaume Lebon) : Martin Fitzgerald

### Acteurs récurrents et invités
- Laura Marano : Kate Malone (épisodes 1 et 24)
- Vanessa Marano : Hanna Malone (épisodes 1 et 24)
- Talia Balsam : Maria Malone (épisodes 5, 22 et 24)
- Martin Landau : Frank Malone[1] (épisode 20)
- Lynn Whitfield : Paula Van Doran (épisode 23)
- Anton Yelchin : Johnny Atkins (épisode 1)
- Christopher McDonald : Bob Carroll (épisode 1)
- Hector Elizondo : Père Henry Stevens (épisode 2)
- Jared Harris : Père Walker (épisode 2 et 7)
- Eion Bailey : Christopher Mayes (épisode 3)
- Jessalyn Gilsig : Whitney Ridder / Kate Fontaine / Sheryl McGee (épisode 3)
- James Remar : Lucas Wolland (épisode 3)
- Kat Dennings : Jennifer Norton (épisode 6)
- Tamara Taylor : Tracy McAllister (épisode 8)
- Lisa Edelstein : Lianna Sardo (épisode 9)
- Seamus Dever : Ronald Phelps (épisode 9)
- Sheryl Lee : Tina Hodges (épisode 10)
- D.W. Moffett : Alan Hodges (épisode 10)
- Daniel Dae Kim : Mark Hiroshi (épisode 11)
- Jerry O'Connell : Joe Gibson (épisode 12)
- David Hewlett : Fred Watkins (épisode 12)
- Rick Hoffman : Gary Moscowitz (épisode 13)
- Megan Ward : Hillary Sterling (épisode 13)
- Laz Alonso : Dale Elliot (épisode 14)
- Michael Cudlitz : Mark Casey (épisode 14)
- Jake Thomas : Eric Miller (épisode 15)
- Alexa Nikolas : Emily Levine (épisode 15)
- Romy Rosemont : Karen Miller (épisode 15)
- Joseph Mazzello : Sean Stanley (épisode 18)
- Tony Goldwyn : Greg Knowles / Rick Knowles (épisode 19)
- Anne Francis : Rose Atwood (épisode 20)
- J.K. Simmons : Mark Wilson (épisode 21)
- Tim DeKay : Jim Cooper (épisode 22)
- Tina Majorino : Serene Barnes / Andrews (épisode 23)
- Arye Gross : Charles Porter (épisode 23)
- Roxann Dawson : Erica Palmer (épisode 24)
- Margo Harshman : Harley Palmer (épisode 24)
- Brigid Brannagh : Stephanie Booth (épisode 24)
- Jon Bernthal : Alex Genya (épisode 24)

## Généralités
La saison a été diffusée du 15 juin 2005 au 7 septembre 2005 sur France 2.

## Épisodes

### Épisode 1:Le Bus
- États-Unis : 25 septembre 2003 sur CBS[2]
- France : 15 juin 2005 sur France 2

- Christopher McDonald (Bob Carroll)
- Anton Yelchin (Johnny Atkins)
- Charlotte Colavin (Mme Suarez)
- Jayne Brook (Mme Atkins)

### Épisode 2:Expiation
- États-Unis : 2 octobre 2003 sur CBS
- France : 15 juin 2005 sur France 2

- Hector Elizondo (Père Henry Stevens)
- Jared Harris (Père Walker)

### Épisode 3:Amour escroc
- États-Unis : 9 octobre 2003 sur CBS
- France : 22 juin 2005 sur France 2

- Eion Bailey (Christopher Mayes)
- Jessalyn Gilsig (Whitney Ridder / Kate Fontaine / Sheryl McGee)
- Myndy Crist (Sarah Sellars)
- David Andriole (Allen Sellars)
- James Remar (Lucas Wolland)

### Épisode 4:L'Enfant Prodige
- États-Unis : 23 octobre 2003 sur CBS
- France : 22 juin 2005 sur France 2

- Elizabeth Rice (Natasha Tzetcovich)
- Peter Friedman (Damon Whitmore)
- Svetlana Efremova (Yalena Tzetcovich)
- Roma Chugani (Dr Shrindar)
- Stephanie Venditto (Dr Lisa Harris)

### Épisode 5:L'Imitateur
- États-Unis : 30 octobre 2003 sur CBS
- France : 29 juin 2005 sur France 2

- Conor O'Farrell (Graham Spaulding)
- Claire Rankin (Doris Lovitt)
- Paul Adelstein (Dave)
- Talia Balsam (Maria Malone)
- Keith Brunsmann (Randy Thorton)

### Épisode 6:Ces chers enfants
- États-Unis : 6 novembre 2003 sur CBS
- France : 29 juin 2005 sur France 2

- Jonathan Murphy (Ethan Sawyer)
- Vyto Ruginis (Phil Damore)
- Jamie Elman (Alex Durfee)
- Kat Dennings (Jennifer Norton)
- Alison Martin (Susan Sawyer)

### Épisode 7:Terre d'accueil
- États-Unis : 13 novembre 2003 sur CBS
- France : 6 juillet 2005 sur France 2

- Jared Harris (Père Walker)
- Hector Luis Bustamante (Hector Delgado)
- Juan Villareal Jr (Nelson Rodriguez)
- Julie Pearl (la prof de Nelson)
- Jose Yenque (Franco Reyes)

### Épisode 8:Incendie
- États-Unis : 20 novembre 2003 sur CBS
- France : 6 juillet 2005 sur France 2

- Jeffrey D. Sams (Captaine Scott McAllister)
- Tamara Taylor (Tracy McAllister)
- Daniel von Bargen (Chef Patrick Finn)
- P.J. Marino (Nick Jones)
- Robert Shampain (Howard Cummings)
- Hayden Adams (Dr Mason)
- Mark Riccardi (Mike Gelts)

### Épisode 9:Détresses
- États-Unis : 11 décembre 2003 sur CBS
- France : 13 juillet 2005 sur France 2

- Lisa Edelstein (Lianna Sardo)
- Eric Lutes (Evan Mayhew)
- Marcia Rodd (Pappish)
- Seamus Dever (Ronald Phelps)

### Épisode 10:Au grand jour
- États-Unis : 18 décembre 2003 sur CBS
- France : 13 juillet 2005 sur France 2

- Jeremy Garrett (Luke Horton)
- Sheryl Lee (Tina Hodges)
- D.W. Moffett (Alan Hodges)
- Alyson Reed (Miriam Kazdin)
- K.J. Steinberg (Emily Blumenthal)
- Philipp Karner (Todd Highland)
- Terri Hanauer (Carla Horton)
- Kathleen Rose Perkins (Amy Horton)

### Épisode 11:Photographies
- États-Unis : 8 janvier 2004 sur CBS
- France : 20 juillet 2005 sur France 2

- John Pankow (Brian Owen)
- Juliana Donald (Rachel Owen)
- Kirk Baltz (Terry Dorn)
- Fay Masterson (Melinda Guthrie)
- Daniel Dae Kim (Mark Hiroshi)
- Mariah Bess (Jessica Owen)
- Cameron Simms (Jennifer Savidge)
- Kristoffer Ryan Winters (Eric Larson)

### Épisode 12:Alice
- États-Unis : 15 janvier 2004 sur CBS
- France : 20 juillet 2005 sur France 2

- Jerry O'Connell (Joe Gibson)
- David Hewlett (Fred Watkins)
- Abigail Revasch (Elisa Heller)
- Annie Corley (Nancy Holtzman)
- Robert Lipton (Dr Eisenman)
- Sean-Michael Hodge-Bowles (Paul Newman)
- Andrew Fiscella (Jimmy Szabo)
- Jenna Lamia (Alice Blossom)

### Épisode 13:Règles de vie
- États-Unis : 29 janvier 2004 sur CBS
- France : 10 août 2005 sur France 2

- Jay Harrington (Will Sterling)
- Rick Hoffman (Gary Moscowitz)
- Megan Ward (Hillary Sterling)
- Leah Lail (Corinne McCormick)
- Guillermo Diaz (Carlos Gonzalez)
- John Di Maggio (Reese Randall)
- Matt Winston (Steven Pine)
- Kevin Salter (Jules)

### Épisode 14:Règlement de comptes
- États-Unis : 5 février 2004 sur CBS
- France : 27 juillet 2005 sur France 2

- Susan Misner (Jessica Prince)
- Sara Gettelfinger (Debbie)
- Laz Alonso (Dale Elliot)
- Robin Pearson Rose (Lorraine Prince)
- Michael Cudlitz (Mark Casey)
- Jack Galle (Louney)
- Inger Tudor (Frances Kessler)
- Arlow Stewart (Sean Purcell)
- Jack Guzman (Luka Velez)
- Larry Joshua (Larry Andrews)

### Épisode 15:L'Âge tendre
- États-Unis : 12 février 2004 sur CBS
- France : 27 juillet 2005 sur France 2

- Jake Thomas (Eric Miller)
- Lauri Hendler (Mme Levine)
- Matthew Fahey (John)
- Danielle Rayne (Mme Hopkins)
- Loren Lester (M. Roscoe)
- Phil Abrams (M. Carr)
- Romy Rosemont (Karen Miller)
- Alexa Nikolas (Emily Levine)

### Épisode 16:Quatre ans après
- États-Unis : 19 février 2004 sur CBS
- France : 17 août 2005 sur France 2

- Amanda Fuller (Jessica Raab / Angie Novell)
- Kirstie Alley (Noreen Raab)
- Josh Cooke (Justin Pettit)
- Trevor Luce (Petit-ami de Jessica)
- Richard Cox (Père Gavin Cavanagh)
- Amy Sloan (Kristen Walters)
- Matt Zeigler (Richard Castallo)
- Jimmy Palumbo (Frank Castallo)
- James Eckhouse (Charles Huffman)
- Ashley Jones (Trista Bowden)

### Épisode 17:Héros de guerre
- États-Unis : 26 février 2004 sur CBS
- France : 17 août 2005 sur France 2

- Devon Gummersall (Kevin Grant)
- Vince Corazza (Chuck Whiting)
- Kelly Karbacz (Sara)
- Peter Gail (Turner)
- Jordan Allan-Dutton (Tim Grant)
- Erik Gavica (Velasquez)
- Mark Kiely (Capitaine Benjamin Myers)
- Devon Gummersall (Kevin Grant)

### Épisode 18:L'Esprit de famille
- États-Unis : 11 mars 2004 sur CBS
- France : 31 août 2005 sur France 2

- Karen Sillas (Martha Stanley)
- Michael Gaston (George Stanley)
- Joseph Mazzello (Sean Stanley)
- Robin Weigert (Adina Paphos)
- Alex Fernandez (Rafael Alvarez)
- Ron Dean (en) (Willie)
- Stephen Quadros (Ray Logan)
- Louis Iacoviello (Daryl Wyeth)
- Bobby Chavez (Nickie)
- Marisol Ramirez (Sylvia Marquez)

### Épisode 19:Les Jumeaux
- États-Unis : 1er avril 2004 sur CBS
- France : 24 août 2005 sur France 2

- Tony Goldwyn (Greg Knowles / Rick Knowles)
- Cathy Herd (Julie Cochran)
- Kerry O'Malley (April)
- Matthew Porretta (Oscar)
- Peter Lavin (Peter Carlton)

### Épisode 20:Affaires personnelles
- États-Unis : 15 avril 2004 sur CBS
- France : 24 août 2005 sur France 2

- Martin Landau (Frank Malone)
- Valerie Mahaffey (Bonnie Toland)
- Robert Pine (Roger Toland)
- David Denman (Mike Clemmens)
- Stephen Spinella (Joel Kemper)
- Anne Francis (Rose Atwood)
- Megan Henning (Allison Toland)
- Jayne Taini (Dr Raker)
- Howard Mann (Wallace Atwood)
- Rebecca Lowman (Mme Harvard)
- Bob Bancroft (Mitchell Henderson)
- Kieren Van Den Blink (Erica Clemens)
- Eileen Saki (Sally Lee)
- Art Chudabala (Dr Kevin Komatsu)
- Jayne Taini (Dr Raker)

### Épisode 21:Deux familles
- États-Unis : 29 avril 2004 sur CBS
- France : 31 août 2005 sur France 2

- Sarah Rayne (Jesse Hyatt)
- J.K. Simmons (Mark Wilson)
- Michael A. Goorjian (Ricky Wilson)
- Michael McGrady (Bill Hyatt)
- Jordan Baker (Lisa Hyatt)
- Kate McNeil (Marian Costello)
- Dianna Miranda (Maria Rigas)
- Blair Hickey (Journaliste)
- Bill Birch (Parson)
- Erin Carufel (Willa Hyatt)
- Kevin Foster (Shelby Hyatt)
- John Thaddeus (Ken Hammond)
- Helen Carey (Andrea Wilson)
- David Burke (II) (Phillip Deans)

### Épisode 22:Joueurs vedettes
- États-Unis : 6 mai 2004 sur CBS
- France : 31 août 2005 sur France 2

- James Martin Kelly (Tom Garagus)
- Nathan O'Farrell (Patrick O'Neill)
- Bre Blair (Molly)
- Talia Balsam (Maria Malone)
- Pooch Hall (Lionel Fortay)
- Lindsey Stoddart (Debbie Reece)
- Christine Dunford (Lily Garrett)
- Judith Scott (Gail O'Neill)
- Carl Weintraub (Chris O'Neill)
- Roshawn Franklin (Evan Young)
- Tim DeKay (Jim Cooper)
- John Getz (Bryce Garrett)

### Épisode 23:Kidnappée
- États-Unis : 13 mai 2004 sur CBS
- France : 7 septembre 2005 sur France 2

- Tina Majorino (Serene Barnes / Andrews)
- Lynn Whitfield (Paula Van Doren)
- James Russo (Michael Kraus)
- Cheryl White (Fran Barnes)
- Bruce Nozick (Adam Barnes)
- Verda Bridges (Patty Hendricks)
- Stephanie Venditto (Dr Lisa Harris)
- Eugene Lee (Tim Hendricks)
- Arye Gross (Charles Porter)
- Mackenzie Phillips (Theresa Caldwell)
- James Russo (Michael Krauss)
- Sylva Kelegian (Lauren Andrews-Dardis)

### Épisode 24:L'Appât
- États-Unis : 20 mai 2004 sur CBS
- France : 7 septembre 2005 sur France 2

- Jon Tenney (Benjamin Palmer)
- Roxann Dawson (Erica Palmer)
- Jacob Smith (Matt Palmer)
- Margo Harshman (Harley Palmer)
- Jeff Corbett (Captain Scott Winters)
- Talia Balsam (Maria Malone)
- Brigid Brannagh (Stephanie Boothe)
- Daniel Quinn (Ricardo Fuentes)
- Lee Wilkof (Diamond Dealer)
- Jon Bernthal (Alex Genya)
- Vanessa Marano (Hanna Malone)
- Laura Marano (Kate Malone)